# Cotoneaster nefedovii
Cotoneaster nefedovii är en rosväxtart som beskrevs av Anatol I. Galushko. Cotoneaster nefedovii ingår i släktet oxbär, och familjen rosväxter. Inga underarter finns listade i Catalogue of Life.